# Edward Hallowell

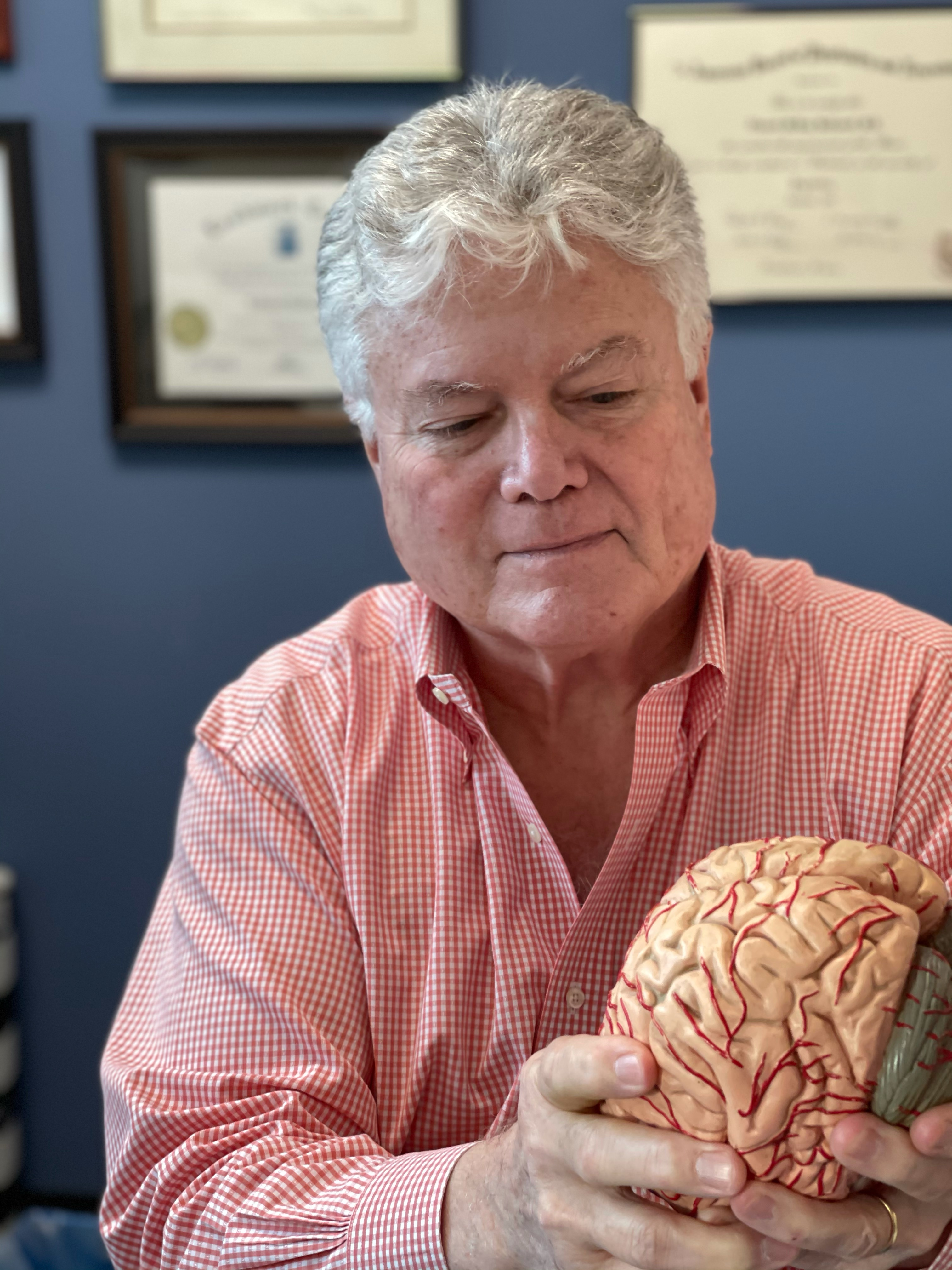
Edward Hallowell, em 2021.

Edward Hallowell ém um psiquiatra dos Estados Unidos. Autor do livro Driven to Distraction (Tendência à Distração).

## Publicações
- 1993 - Finding the Heart of the Child
- 1994 - Driven to Distraction (Tendência à Distração)
- 1996 - Answers to Distraction (1996)
- 1997 - Attention Deficit Disorder : A Different Perception
- 1997 - When You Worry About The Child You Love
- 1998 - Worry (1998)
- 1999 - 12 Vital Ties That Open Your Heart, Lengthen Your Life, and Deepen Your Soul
- 2003 - The Childhood Roots of Adult Happiness
- 2005 - Delivered from Distraction
- 2006 - CrazyBusy
- 2006 - You Mean I'm Not Lazy, Stupid or Crazy?!